# Air India Limited
Air India Limited, bis Herbst 2010 National Aviation Company of India Limited (NACIL), ist als Holding von Air India und Indian Airlines der Flag-Carrier Indiens mit Sitz in Mumbai.
Die Fluggesellschaft ging am 27. August 2007 aus der Fusion der beiden staatlichen indischen Airlines Air India und Indian Airlines hervor. Das staatseigene Unternehmen operiert wegen der Bekanntheit des Namens nur noch unter dem Markennamen der Air India. Die Indian Airlines wurde komplett integriert und hat keinen eigenen Markenauftritt mehr. Lediglich nationale und internationale asiatische Ziele werden unter dem Namen Air India Express, der Billigfluggesellschaft der Air India Limited angeflogen.
Air India Limited fliegt nationale und internationale Ziele an, die nach den IATA-Airline-Codes AI und IC der ehemals eigenständigen Airlines unterschieden werden. Die AI-Code-Flüge decken ein weltweites Netzwerk von Passagier- und Frachtrouten ab, die überwiegend aus Langstreckenflügen in die USA, Kanada, Europa, den Mittleren und Fernen Osten und Südostasien bestehen. In Abgrenzung dazu sind IC-Code-Flüge Passagier- und Frachtflüge, die auf nationalen und regional internationalen Routen wie in den Golf, Mittleren Osten, nach Südasien und Südostasien operieren. Die nationalen und internationalen Services nach Asien der Air India Express tragen IX-Codes.
Im Oktober 2010 wurde das Unternehmen von National Aviation Company of India Limited in Air India Limited umbenannt.
|                           | AI Code Flüge                                            | IC Code Flüge                             |
| ------------------------- | -------------------------------------------------------- | ----------------------------------------- |
| Flüge pro Woche (ca.)     | 435                                                      | 1500                                      |
| Abflüge pro Woche (ca.)   | 550                                                      | 2300                                      |
| Sitzangebot pro Woche     | 100.000                                                  | 260.000                                   |
| Verkaufte Sitze pro Woche | 62.000                                                   | 165.000                                   |
| Flotte                    | B747-400, B777-200LR, B777-200ER, B777-300ER, A310, A330 | A-321, A-320, B-319, CRJ, ATR, Beechcraft |
| Anzahl Flugziele          | 11 nationale, 19 internationale Ziele                    | 61 nationale, 14 internationale Ziele     |